# Nirvana (музичка група)
Нирвана (енгл. Nirvana) је био амерички гранџ бенд који су основали певач и гитариста Курт Кобејн и басиста Крист Новоселић у Абердину, у држави Вашингтон. Нирвана је променила неколико бубњара, а најдуже се задржао Дејв Грол који се придружио групи 1990. године
Захваљујући синглу "Smells Like Teen Spirit", са албума Невермајнд (Nevermind), издатог 1991. Нирвана се пробила у мејнстрим, доносећи са собом поджанрове алтернативног рока и гранџа. Остале групе из Сијетла као што су Alice in Chains, Pearl Jam и Soundgarden су такође постале популарне и као резултат овога, алтернативни рок је постао доминантан жанр на радију и музичким телевизијама у Сједињеним Америчким Државама све до средине 1990-их. Као фронтмен Нирване, Курт Кобејн се нашао у улози „гласника генерације“, а Нирвана је постала предводник „Генерације Икс“.
Кратак век Нирване се окончао Кобејновим самоубиством априла 1994. Популарност групе је наставила да расте током година које су уследиле. Више од осам година касније, "You Know You're Right", недовршени демо са последњег окупљања у студију, нашао се на радио плејлистама широм света. Од настанка, група је продала више од 75 милиона албума широм света, што потврђује њен статус једне од највећих и најутицајнијих рок група свих времена.

## Младост
Кобејн и Новоселић су се упознали 1985. године. Обојица су били обожаваоци групе The Melvins и често су посећивали студио где су они вежбали. Након неколико неуспелих покушаја да оснују сопствени бенд, дуо је унајмио бубњара Арона Буркхарда, и тако су направили прву инкарнацију онога што ће постати Нирвана. Кобејн је касније описао звук те групе као „копију Gang Of Four и Scratch Acid“. За неколико месеци Буркхард је био отпуштен из бенда. Привремено га је заменио Дејл Кровер из Мелвинса, који је свирао на првом демо издању групе. Дејв Фостер је такође кратко учествовао као бубњар.
Током првих неколико месеци, група је променила неколико назива, укључујући и Skid Row, Pen Cap Chew и Ted Ed Fred. Група се коначно задовољила са именом Нирвана почетком 1988. Кобејн је рекао да је име изабрао зато што „Желео сам име које је лепо и дивно уместо злобних панк рок имена као што је Angry Samoans.“ Нирвана је своју прву свирку под тим именом имала тог марта. Неколико месеци касније, бенд је коначно пронашао бубњара, Чада Ченинга (Chad Channing).
Прво издање Нирване је био сингл "Love Buzz/Big Cheese" 1988. године за независну издавачку кућу Саб Поп (Sub Pop). Следеће године, бенд је издао први албум, Блич (Bleach). Да би снимили албум, група се обратила локалном продуценту Џек Ендину (Jack Endino), који је снимио и прве студијски демо. Блич је био под јаким утиском Мелвинса (The Melvins), Мадханија (Mudhoney), Блек Сабата (Black Sabbath) и Лед Цепелина (Led Zeppelin). Блич је постао омиљени универзитетским радијима широм државе, али је мало открио о томе где ће бенд бити за две године.
Новац за снимање Блича (606,17 долара), дао је Џејсон Евермен. Евермен је преко Дилана Карлсона упознао Кобејна, али је Ченинга познавао од петог разреда. Евермен је почео да се дружи са бендом, и понудио се да им позајми новац за снимање. Иако Евермен заправо није свирао на албуму, он је био потписан као да свира гитару. Новоселић је ово објаснио тиме да су хтели да се он, у погледу бенда, осећа као да је код куће. Након што је албум био завршен, Евермен је на кратко био са бендом као друга гитара, али је отпуштен након прве САД турнеје.
У интервјуу крајем 1989. године, Кобејн је рекао да се њихова музика мења. Рекао је „Ране песме су били стварно љуте ... Али како време пролази песме постају све више поп како ја постајем све срећнији. Песме су сада о конфликтима у везама, емоционалним стварима са другим људима.“ Априла 1990. године, бенд је почео да ради са продуцентом Бач Вигом (Butch Vig) у Смарт Студију (Smart Studio) који се налази у Медисону, држава Висконсин, на снимању другог албума. Током снимања, Курт и Крист су постали незадовољни Ченинговим свирањем, и Ченинг је изразио негодовање зато што није активно учествовао у писању песама. Недуго након што је снимање било готово, Ченинг је отишао из бенда. Након неколико недеља са Дејл Кровером (Dale Crover) из Мелвинса, Нирвана је унајмила бубњара из Мадханија Ден Питерса (Dan Peters), са којим су снимили песму Сливер (Sliver). Неколико недеља касније, Баз Озборн (Buzz Osborne), из Мелвинса их је упознао са Дејв Гролом (Dave Grohl), који је тражио нови бенд након изненадног распада хардкор панк бенда Скрим (Scream). Незадовољни са Саб Попом и након што су снимци из Смарт Студија постајали све популарнији, Нирвана је одлучила да потражи уговор са великом издавачком кућом.

## Музички стил
Нирванин музички стил се углавном описује као грунџ, панк рок, и алтернативни рок. Такође су означени у категорији хард рок. Окарактерисана својом панк естетиком, Нирвана је спојила поп мелодије са буком. Билборд је описао њихов рад као „генијалну мешавину храпавог гласа Курта Кобејна и шкрипавих гитара, немилосрдног бубњања Дејва Грола и обједињујућег бас-рада Криста Новоселића који се повезао са љубитељима у борби наизменично мелодичних и жестоких песама“.
Кобејн је описао почетни звук Нирване као „ганг четворице и Scratch Acid јефтина верзија“. Када је Нирвана снимила Блич, Кобејн је осетио да мора да испуни очекивања суб поп грунџ звука како би изградио базу љубитеља, и потиснуо је своје уметничко и поп писање песама у корист више рок звука. Биограф Нирване Мајкл Азерад је тврдио: „Иронично, управо су ограничења суб-поп звука помогла бенду да пронађе свој музички идентитет. Азеррад је изјавио да су признавањем да су одрасли слушајући Блек сабат и Аеросмит могли да превазиђу свој рани звук.
Нирвана је користила динамичке промене које су се кретале од тихог ка гласном. Кобејн је покушао да помеша тешке и поп музичке звукове, рекавши: „Желео сам да будем тотално Лед Зепелин на неки начин, а затим да будем тотално екстремни панк рок, а затим да радим праве слабашне поп песме.” Када је Кобејн чуо албум групе Пиксис Surfer Rosa из 1988. године након снимања Блича, осетио је да има звук који је желео да постигне, али је био превише уплашен да би покушао. Каснија популарност Пиксиса подстакла је Кобејна да следи своје инстинкте као текстописац. Попут Пиксиса, Нирвана се кретала између „резервни бас-и-бубањ колосека и реских рафала вриштеће гитаре и вокала“. Пред крај свог живота, Кобејн је рекао да је бенду досадила „ограничена” формула, али је изразио сумњу да су довољно вешти да испробају другу динамику.

## Награде
Освојене
- "MTV Music Video Awards" - 1992 - „Најбољи видео новог извођача“ - "Smells Like Teen Spirit"
- "MTV Music Video Awards" - 1992 - „Најбољи алтернативни видео“ - "Smells Like Teen Spirit"
- "MTV Music Video Awards" - 1993 - „Најбољи алтернативни видео“ - "In Bloom"
- "MTV Music Video Awards" - 1994 - „Најбољи алтернативни видео“ - "Heart-Shaped Box"
- "MTV Music Video Awards" - 1994 - „Најбоља режија“ - "Heart Shaped Box"
- Греми (Grammy) - 1996 - „Најбољи алтернативни видео“ - "MTV Unplugged In New York"
- Позиција #6 на "VH1" "100 Највећих хард рок уметника“
- Позиција #27 у "Rolling Stone" Магазину "100 највећих уметника свих времена“
- Кобејн је на позицији #12 у "Rolling Stone" магазину "100 најбољих гитариста свих времена“

Номинације
- "MTV Music Video Awards" - 1992 - Видео године - "Smells Like Teen Spirit"
- "MTV Music Video Awards" - 1992 - Избор гледалаца - "Smells Like Teen Spirit"
- "MTV Music Video Awards" - 1994 - Видео године - "Heart-Shaped Box"
- "MTV Music Video Awards" - 1994 - Најбоља видео кинематографија - "Heart-Shaped Box"
- Греми (Grammy) - 1992 - Најбољи алтернативни албум - "Nevermind"
- Греми (Grammy) - 1992 - Најбоља рок песма - "Smells Like Teen Spirit"
- Греми (Grammy) - 1992 - Најбоље хард рок извођење - "Smells Like Teen Spirit"
- Греми (Grammy) - 1994 - Најбољи алтернативни албум - "In Utero"

## Чланови групе
- Курт Кобејн (Kurt Cobain) — вокали, гитара (1987–1994)
- Крист Новоселић (Krist Novoselic) — бас (1987–1994)
- Дејв Грол (Dave Grohl) — бубњеви, вокали (1990–1994)

Ранији чланови групе
- Ерон Буркхард (Aaron Burckhard) — бубњеви (1987–1988)
- Дејл Кровер (Dale Crover) — бубњеви (1988, 1990)
- Дејв Фостер (Dave Foster) — бубњеви (1988)
- Чад Ченинг (Chad Channing) — бубњеви (1988–1990)
- Џејсон Евермен (Jason Everman) — гитара (1989)
- Ден Питерс (Dan Peters) — бубњеви (1990)

Чланови на турнејама
- Пет Смир (Pat Smear) — гитара (1993–1994)
- Лори Голдстон (Lori Goldston) — чело (1993–1994)
- Мелора Кригер (Melora Creager) — чело (1994)

## Дискографија
| Студијски албуми - 1989: Bleach - 1991: Nevermind - 1993: In Utero Уживо - 1994: MTV Unplugged in New York - 1996: From the Muddy Banks of the Wishkah Компилације - 1992: Incesticide - 2002: Nirvana - 2004: With the Lights Out - 2005: Sliver: The Best of the Box | Синглови - 1988: "Love Buzz" - 1990: "Sliver" - 1991: "Smells Like Teen Spirit" - 1992: "Come as You Are" - 1992: "Lithium" - 1992: "In Bloom" - 1993: "Heart-Shaped Box" - 1993: "All Apologies/Rape Me" - 1994: "Pennyroyal Tea" - 1994: "About a Girl" - 2002: "You Know You're Right" |